# 華の宴
『華の宴』（はなのうたげ）は、1991年9月30日から1992年3月27日までの月曜日～金曜日に放送された、よみうりテレビ制作の帯ドラマ（朝の連続ドラマ）である。よみうりテレビでは、午前8時30分～8時55分（JST）に放送、日本テレビでは午前10時00分～10時25分に放送されていた。

## 概要
奈良県の三輪そうめんの旧家が舞台。

なお、五十嵐は、決定当時22歳で、讀賣テレビ制作の朝の連続ドラマのヒロインとしては当時最年少だった。

## キャスト
- 田代和子：五十嵐いづみ
- 田代仙一：山田吾一
- 田代米子：丘さとみ
- 竹井みどり
- 雄三：秋野太作
- 文子：小林千登勢
- つたえ：鮎川いずみ
- 髙田次郎
- 田代一茂：ぼんちおさむ
- 四郎：桂ざこば
- 西本：レツゴー長作
- 石丸：誠直也
- 朝倉国夫：円谷浩
- 吉水正治：山根伸介
- 吉水幸子：上田智子
- 島田達男：西野浩史
- 斉藤英治：岡田匡史
- 新田純一
- 浦田：山村弘三
- 松本：田中弘史
- 石田：桂春之助
- 渡辺たかね
- 五十嵐美由紀：山下智子
- 横田：芝本正
- 語り：樫山文枝

## スタッフ
- 企画・制作：今岡大爾
- プロデューサー：富田求、今村紀彦
- 脚本：梅林貴久生、田代淳二
- 演出：中津川勲
- 音楽：桑原研郎
- 技術協力：大阪東通、関東電機（現：ハートス）
- 美術協力：つむら工芸、高津商会、グリーン・アート、東京衣裳、A・I・C、丸善かつら
- 制作・著作：よみうりテレビ

## 主題歌
- 『夢のままで』唄:円広志

| よみうりテレビ 朝の連続ドラマ | よみうりテレビ 朝の連続ドラマ | よみうりテレビ 朝の連続ドラマ |
| 前番組                        | 番組名                        | 次番組                        |
| ----------------------------- | ----------------------------- | ----------------------------- |
| 花友禅                        | 華の宴                        | 愛情物語                      |

| スタブアイコン | サブスタブ | この項目は、まだ閲覧者の調べものの参照としては役立たない、テレビ番組に関連した書きかけの項目です。この項目を加筆・訂正などしてくださる協力者を求めています（P:テレビ/PJ:放送または配信の番組）。 |